# Петропавловка (Лискинский район)
Петропавловка — село в Лискинском районе Воронежской области.
Административный центр Петропавловского сельского поселения.

## География

### Улицы
- ул. 50 лет Правды
- ул. Административная
- ул. Колхозная
- ул. Кубышкина
- ул. Ленина
- ул. Молодёжная
- ул. Советская
- ул. Степная
- ул. Федодеевой
- ул. Центральная
- ул. Южная

## Достопримечательности
Мемориальный Комплекс.
Включает в себя Памятник в виде солдата, на постаменте которого выбиты имена погибших при боях у села Петропавловка во время Великой Отечественной войны 1941-1945 гг.
Высота: 5,6 метров. Цвет: Золото

## Заведения
1. Дом Культуры
2. Библиотека
3. Школа, построена на месте снесенной в 1994 году (примечательно,что школа в селе была ещё до 1900 года,церковно-приходская,её останки не смогли выкопать современной техникой, а когда копали котлован под школу нынешнюю,обнаружилась утерянная с времен революции могила священника,который замечательно сохранился.
4. Детский Сад
5. Магазин "Дарья"
6. Магазин "У Антона"